# 広島出入国在留管理局
広島出入国在留管理局（ひろしましゅつにゅうこくざいりゅうかんりきょく、）は、広島県広島市中区にある法務省出入国在留管理庁の地方支分部局のひとつ。広島県など中国地方5県を管轄している。出入国管理及び難民認定法に基づき、外国人の入出国・在留・違反手続、難民認定に関する調査等の行政事務を担当する。

## 本局の内部組織
- 広島出入国在留管理局長（官職・入国審査官）
  - 総務課
  - 監理官
  - 首席審査官3人（官職・入国審査官）
    - 就労・永住審査担当（就労・永住審査部門）
    - 留学・研修審査担当（留学・研修審査部門）
    - 審判担当（審判部門）

  - 首席入国警備官（官職・入国警備官）
    - （警備部門）

## 管内出張所
|                | 所在地                                                          | 業務                    | 分担区域                               | 分担区域                               |
| 在留関係諸申請 | 所在地                                                          | 業務                    | 在留資格認定証明書交付申請             |                                        |
| -------------- | --------------------------------------------------------------- | ----------------------- | -------------------------------------- | -------------------------------------- |
| 本局           | 広島県広島市中区上八丁堀2-31 広島法務総合庁舎内                 |                         | 鳥取県、島根県、岡山県、広島県、山口県 | 鳥取県、島根県、岡山県、広島県、山口県 |
| 境港出張所     | 鳥取県境港市佐斐神町1634番地 米子空港ビル3階                    | 在留審査一般 空海港業務 | 鳥取県、島根県                         | 鳥取県、島根県                         |
| 松江出張所     | 島根県松江市向島町134番10 松江地方合同庁舎内4階                 | 在留審査一般 海港業務   | 島根県、鳥取県                         | 島根県、鳥取県                         |
| 岡山出張所     | 岡山県岡山市北区下石井1-4-1 岡山第2合同庁舎11階                 | 在留審査一般 空海港業務 | 岡山県、鳥取県                         | 岡山県、鳥取県                         |
| 福山出張所     | 広島県福山市東桜町1番21号 エストパルク8F                        | 在留審査一般 海港業務   | 広島県、岡山県                         | 広島県、岡山県                         |
| 広島空港出張所 | 広島県三原市本郷町善入寺平岩64-31 広島空港国際ターミナルビル1階 | 空港業務                | -                                      | -                                      |
| 下関出張所     | 山口県下関市東大和町1-7-7 下関港湾合同庁舎3階                   | 在留審査一般 海港業務   | 山口県、島根県                         | 山口県、島根県                         |
| 周南出張所     | 山口県周南市徳山港町6-35 徳山港湾合同庁舎2階                    | 在留審査一般 海港業務   | 山口県、島根県、広島県                 | 山口県、島根県、広島県                 |